# Hypothèses de construction des pyramides égyptiennes à base de pierres moulées
 (février 2022).
L'hypothèse selon laquelle des pierres moulées ont été utilisées pour certaines parties de la construction des pyramides égyptiennes est soutenue notamment, depuis 1720 par l'explorateur Paul Lucas, en 1777 par le chimiste Pierre Julien de la Faye et en 1978 par l'ingénieur chimiste Joseph Davidovits. Elle suggère que les blocs de pierre des pyramides d'Égypte auraient été non pas taillés mais moulés, à la manière du béton.
Cette hypothèse est unanimement rejetée par les égyptologues et archéologues, qui signalent que la provenance des pierres constituant les pyramides et les techniques de taille sont parfaitement renseignées. Par ailleurs, les quantités nécessaires en matériaux (chaux...) dépassent largement les capacités historiques de production du pays (essentiellement par manque absolu de bois). 

## Présentation de la théorie
Selon Joseph Davidovits, le calcaire argileux aurait été désagrégé dans l'eau, puis mélangé à un liant essentiellement constitué de natron et de chaux. Ce mélange, versé sur place dans des moules, se serait alors solidifié pour former une pierre réagglomérée.

## Théorie rejetée par la communauté scientifique
Le monde scientifique rejette cette explications : selon l'égyptologue Rosemarie Klemm et le géologue Dietrich Klemm, auteurs d'une étude publiée en 2010 sur la provenance des pierres des pyramides, ces théories sont des absurdités.
Jean-Claude Golvin (CNRS) déclare : 

« La provenance de toutes les sortes de pierre constituant la pyramide est parfaitement connue, les pierres des assises sont en calcaire siliceux et proviennent de Gizeh même (les carrières sont encore visibles), le parement de calcaire fin vient de Tourah et le granite des chambres funéraire est issu des carrières d'Assouan (certes lointaines). Je ne vois pas pourquoi les Égyptiens se seraient compliqué la tâche en fabriquant de la pierre alors qu'ils en avaient à revendre[source insuffisante]. »

### Ouvrages critiques
- Jean-Pierre Adam, Le Passé recomposé : chroniques d'archéologie fantasque, Paris, Seuil, coll. « Science ouverte », octobre 1988, 251 p., 24 cm (ISBN 2-02-010363-X et 978-2-02-010363-3, OCLC 300909680, BNF 36629359, LCCN 89104078)
- (en) Dietrich D. Klemm et Rosemarie Klemm, The Stones of the Pyramids : Provenance of the Building Stones of the Old Kingdom Pyramids of Egypt, Berlin et New York, De Gruyter, 2010

### Études
- (en) Igor Túnyi et Ibrahim A. El‐hemaly, « Paleomagnetic investigation of the great Egyptian pyramids », Europhysics News, vol. 43, no 6,‎ novembre 2012, p. 28-33 (ISSN 0531-7479 et 1432-1092, DOI 10.1051/epn/2012604, lire en ligne, consulté le 10 février 2014) :« The paleodirections of three sampling locations (2 from Khafre and 1 from Khufu pyramid) exhibit the common north-south orientation, suggesting that they may have been produced in situ by a concrete technique. (...) Finally, we conclude that even if the concrete technique was used, the pyramids were constructed from a mixture of natural and artificial limestone blocks. »
- Materials Letters 65 (2011) 350–352[3]
- Nuclear Instruments And Methods In Physics Research B,B 226,98-109 (2004) PIXE,PIGE and NMR study oof the masonry of the pyramid of Cheops at Giza, Guy Demortier
- Cement and Concrete Research, Vol 18 pp81-90,1988 Microstructure de mortiers provenant de trois pyramides égyptiennes par M. Regourd, J. Kerisel, P. Delitie, B. Haguenauer
- (en) I. Liritzisa, C. Siderisb, A. Vafiadoua et J. Mitsisb, « Mineralogical, petrological and radioactivity aspects of some building material from Egyptian Old Kingdom monuments », Journal of Cultural Heritage, vol. 9, no 1,‎ janvier-mars 2008, p. 1-13 (DOI 10.1016/j.culher.2007.03.009)
- (en) S. W. Agaiby, M. K. El-Ghamrawy et S. M. Ahmed, « Learning from the Past: The Ancient Egyptians and Geotechnical Engineering », 4th International Seminar on Forensic Geotechnical Engineering, Bangalore,‎ janvier 2013 (DOI 10.13140/RG.2.1.2398.4164)
- Journal of the American Ceramic Society 30 novembre 2006, les résultats d’une recherche[4].

### Articles de presse
- L'hypothèse des fausses pierres dans la revue mensuelle Science et Vie, avril 2002.
- Pyramides en fausses pierres : ça se confirme ! dans la revue mensuelle Science et Vie, n° 1071, décembre 2006[5].
- New York Times 01/12/2006 « Study Says That Egypt's Pyramids May Include Early Use Of Concrete »[6]
- « Comment sont construites les pyramides d'Égypte ? »[7], La Croix
- Exposition au palais de la découverte où les visiteurs sont invités à construire une pyramide selon diverses méthodes[8]
- Historia no 674 février 2003 « Comment a-t-on construit les pyramides ? »[9]
- Die Welt, Die Welt 30.11.2006 Pyramiden aus "Beton"-Quadern
- Der Spiegel, Der Spiegel 01/12/2006 Ägypter sollen Steine aus Beton gegossen haben
- La Libre Belgique à propos d'une théorie de Guy Demortier[10].

### Ouvrages soutenant l'hypothèse
- Joseph Davidovits, Ils ont bâti les pyramides, Paris, Jean-Cyrille Godefroy, 2002, 476 p. (ISBN 2-86553-157-0)
- Joseph Davidovits, La nouvelle histoire des pyramides, Paris, Jean-Cyrille Godefroy, 2004, 287 p. (ISBN 2-86553-175-9)
- Joseph Davidovits, Bâtir les pyramides sans pierres ni esclaves ? : la science défie les égyptologues, Paris, Jean-Cyrille Godefroy, 2017, 158 p. (ISBN 978-2-86553-288-9)
- Joël Bertho, La pyramide reconstituée : les mystères des bâtisseurs égyptiens révélés, Saint-Georges-d'Orques, Unic, 2001, 204 p. (ISBN 2-9517687-0-2)
- Recherches Sur La Préparation Que Les Romains Donnoient à la Chaux, publié par Pierre Julien de la Faye (Polycarpe de la Faye) en 1777[11]

### Ouvrage abordant l'hypothèse
- Les pyramides : l'enquête par Eric Guerrier, 2006, éditions Cheminements, 463 p. Voir aussi son livre ultérieur Pyramides ou le principe de l'escalier, 2012, éditions L'Harmattan, où le même auteur propose une autre théorie.

### Autres mentions
En 1720, Paul Lucas, un diplomate de Louis XIV écrit que le revêtement des pyramides serait en ciment et non en pierres